# Gustave Joseph Biot
Pour les articles homonymes, voir Biot.
Gustave Joseph Biot, né à Bruxelles le 1er janvier 1833 et mort à Anvers le 14 mars 1905, est un graveur et peintre belge.
Prix de Rome belge en gravure en 1855, Gustave Biot est l'un des derniers représentant de la gravure en taille douce en Belgique.

## Biographie

### Famille
Gustave Joseph Biot, né à Bruxelles le 1er janvier 1833, est le fils de François Joseph Biot (1796-1834), plafonneur, né à Lesve, et de Marie Françoise Anseroul (1788-1857), née à Limal et mariés à Bruxelles le 7 juillet 1832. Le 15 juillet 1861, il épouse à Ixelles Elodie Motte (1833-1911), native de la ville d'Ath, avec laquelle il a une fille : Elodie Biot, née à Ixelles le 16 avril 1862. Gustave Biot, atteint de surdité, son épouse et leur fille, bonne musicienne, donnent des soirées dans leur salon bruxellois et reçoivent nombre d'artistes, tels les peintres Léon Frédéric, Émile Van Doren, Herman Richir, Jean De la Hoese et Léon Rotthier, de même que le beau-frère de Gustave Biot, le pianiste Ernest Motte.

### Formation

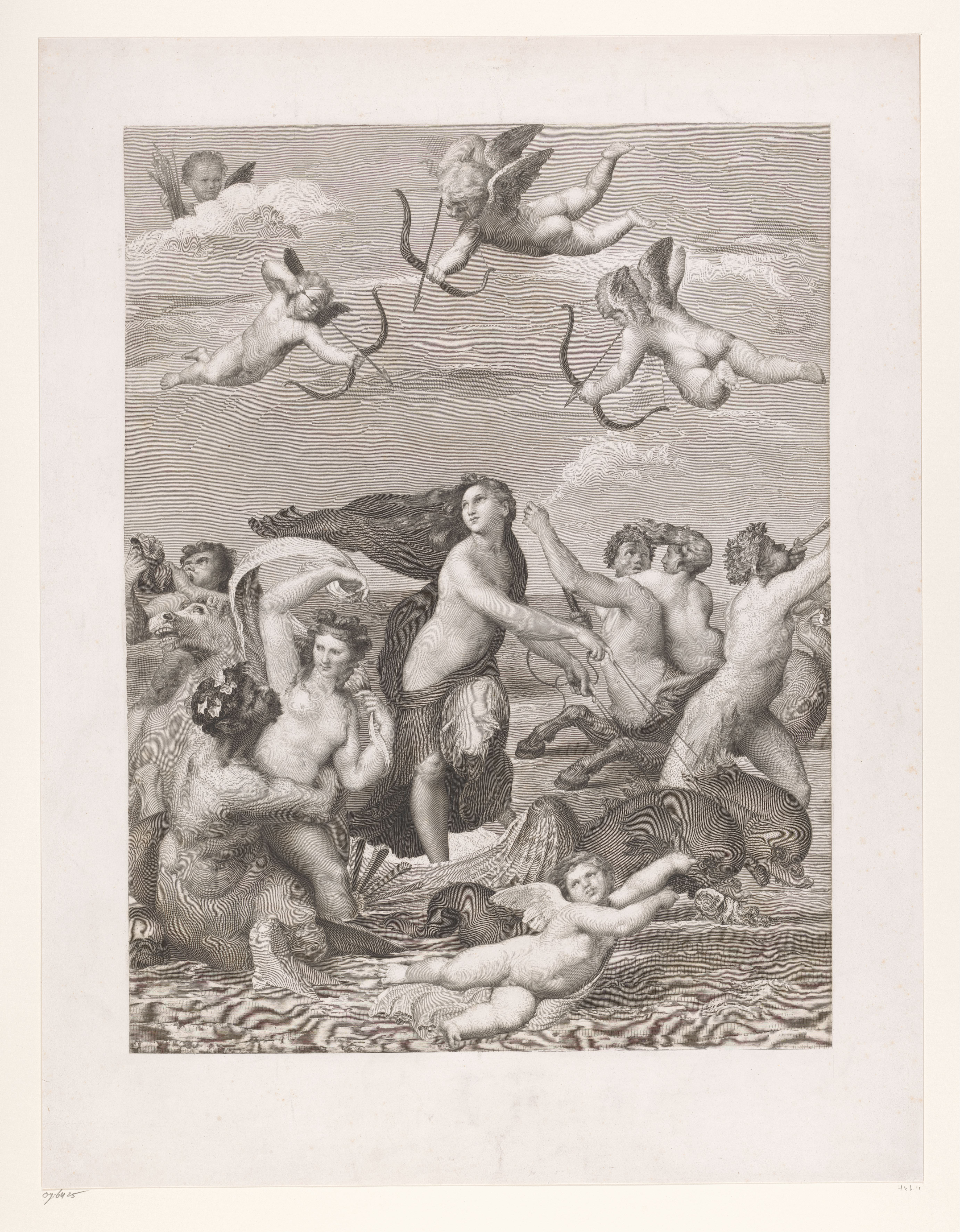
Le Triomphe de Galatée, gravure d'après Raphaël.

Orphelin de père à dix-huit mois, Gustave Biot est destiné au métier d'architecte, mais il abandonne rapidement cette voie pour entrer, en 1849, à l'École royale de gravure de Bruxelles. Il y travaille dès l'âge de quinze ans à la gravure d'un portrait du duc d'Albe, sous la direction de Luigi Calamatta, directeur de l'institution. En 1850, il réalise pour illustrer l'annuaire de l'Académie des beaux-arts les portraits du poète Théodore Weustenraad et du peintre Hendrik Van der Haert. Ses premières œuvres portent le sceau de la maîtrise dû à la fermeté de ses tailles. Il expose pour la première fois ses œuvres au Salon de Bruxelles de 1851. En 1853, en raison de sa renommée, la chalcographie de Florence lui commande le portrait de Johann Friedrich Overbeck.
En 1855, Gustave Biot est lauréat du prix de Rome belge en gravure. Cette récompense est assortie d'une bourse lui permettant de parfaire son art en Italie, après l'examen règlementaire de capacité littéraire qu'il présente le 25 avril 1856. Il réalise plusieurs aquarelles durant son séjour. À Rome, trouve deux amis : le coloriste espagnol Marià Fortuny et le statuaire belge Antoine-Félix Bouré.

### Carrière

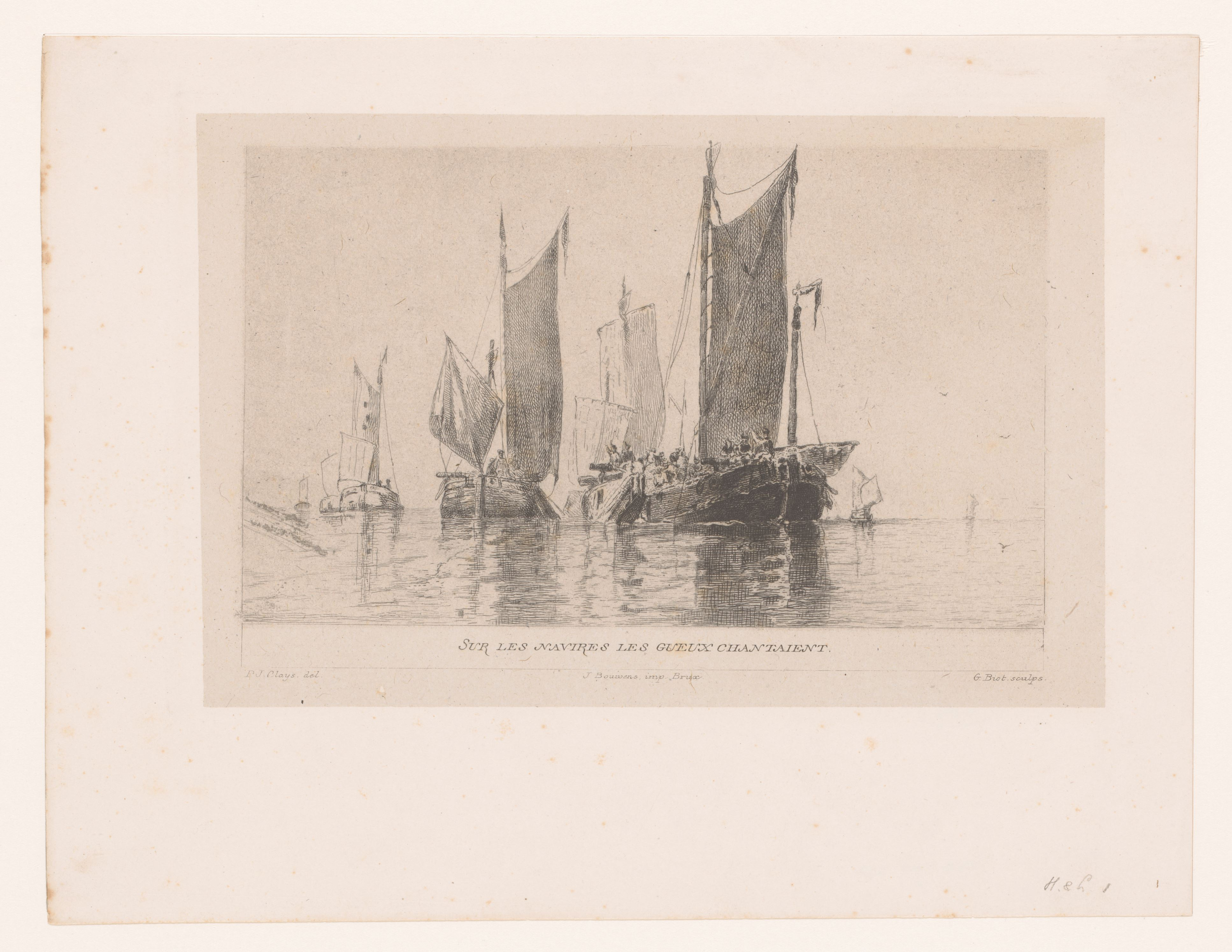
Marine, d'après Paul Clays.

De retour à Bruxelles, en 1862, la réputation de Gustave Biot s'accroît en qualité de graveur des portraits de l'empereur François-Joseph d'Autriche (1873) et de la reine des belges Marie-Henriette (1875). Il est surtout connu en tant que portraitiste, mais réalise également des compositions plus intime comme sa Marine, d'après Paul Clays, traitée à la pointe sèche et La Revue des écoles, d'après le tableau de Jan Verhas.
Nommé professeur de gravure en taille douce à l'Institut supérieur des beaux-arts à Anvers en août 1890, Gustave Biot quitte Bruxelles et s'installe rue de la Baleine no 32 à Anvers. Il passe les dernières années de sa vie à se consacrer à sa carrière professorale et à tenter de renouer avec le passé glorieux de l'art flamand. À partir de 1885, il réalise plusieurs portraits peints. Il envoie ses œuvres à l'Exposition universelle de 1889 à Paris. En mai 1893, il est nommé membre correspondant étranger de l'Institut de France.
Devenu l'un des derniers représentant de la gravure en taille douce en Belgique, Gustave Biot meurt, à l'âge de 72 ans, à son domicile à Anvers, le 14 mars 1905.

## Œuvres
Paul Saintenoy établit, en 1942, la liste des œuvres de Gustave Biot :

### Gravures en taille douce
- Portrait du duc d'Albe, d'après Titien (1849) ;

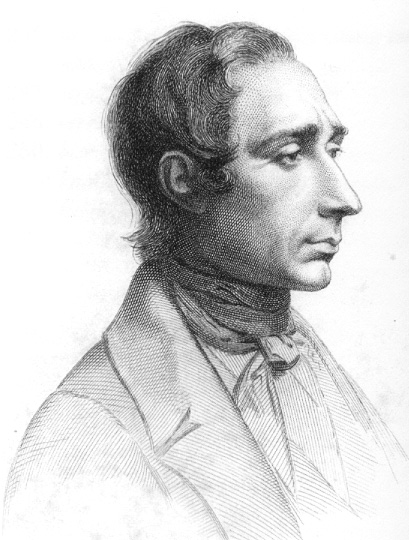
Portrait de Théodore Weustenraad (1850).

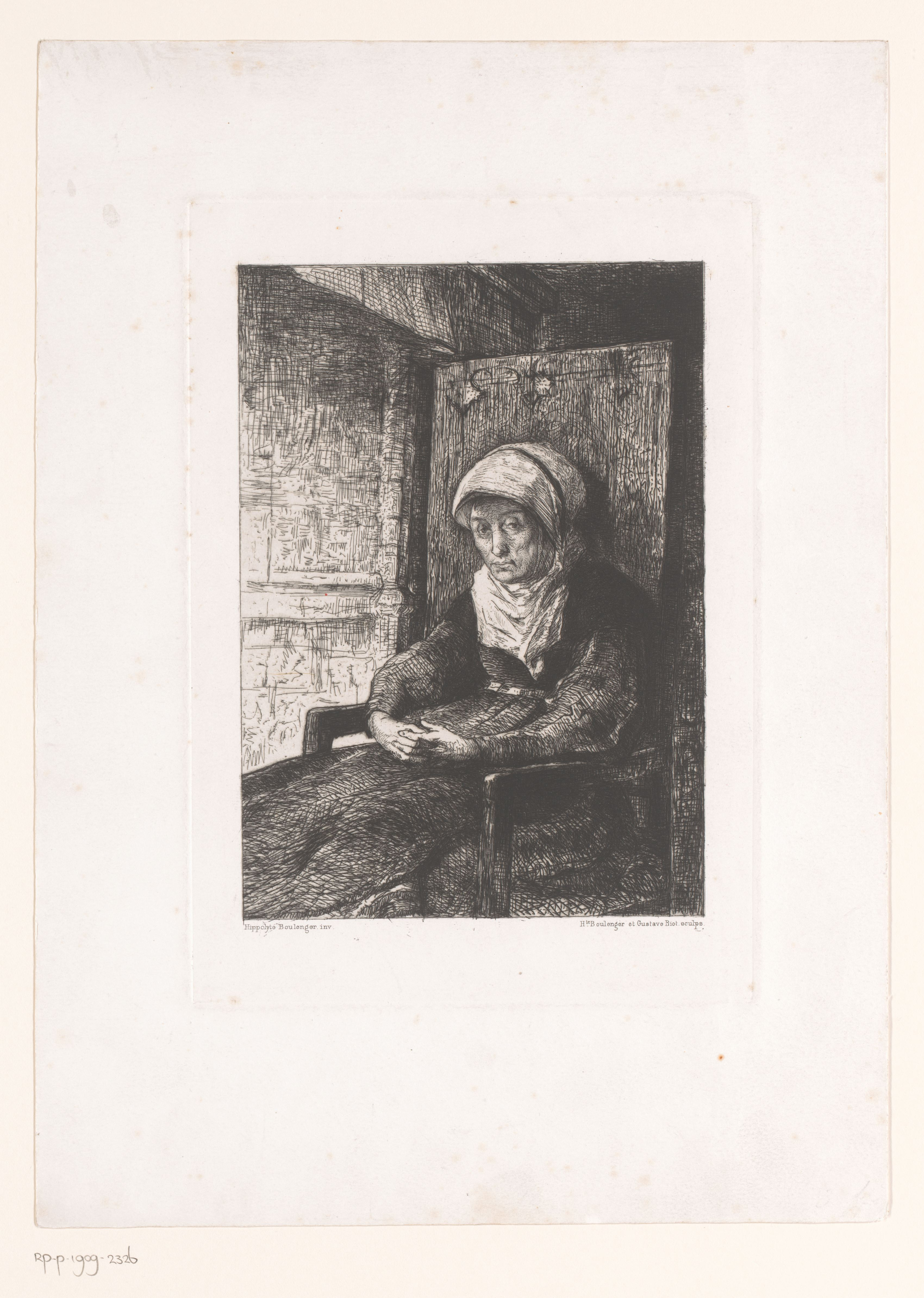
Soetkin, mère de Thill Ulenspiegel, gravure d'Hippolyte Boulenger et Gustave Biot (1868).

- Portrait de Théodore Weustenraad (1850) ;
- Portrait d'Hendrik Van der Haert (1850) ;
- Portrait de Johann Friedrich Overbeck (1853) ;
- Portrait de Norbert d'Huyvetter, d'après Van der Haert (1854) ;
- Portrait de Frans Pourbus, d'après lui-même (1855) ;
- Figure d'après nature (1855) ;
- Oh ! d'après Jean-Baptiste Madou, en collaboration avec Calamatta (1856) ;
- Portrait de Mme Luisa Riva-Cassati (1856).
- Madona della Scala, d'après Le Corrège, Musée de Parme (1861).
- Le Miroir, d'après Jaroslav Čermák, Salon de Bruxelles de 1866 ;
- Portrait d'Ernest Motte, d'après nature (1868) ;
- Portrait de M. Sanford, d'après Lievin De Winne (1871) ;
- Portrait de François-Joseph, empereur d'Autriche, d'après Heinrich von Angeli (1873).
- Le Triomphe de Galathée, d'après Raphaël, Salon de Bruxelles de 1875[10] ;
- Portrait de M. le baron Alfred de Rothschild, d'après nature (1876) ;
- Aglaé, d'après Alexandre Cabanel (1879) ;
- Portrait du Christ, d'après Gustave Doré (1884) ;
- Portrait de Marie-Henriette reine des Belges, d'après Louis Gallait (1886) ;
- La Revue des Écoles, d'après Jan Verhas (1890) ;
- Le Dessin de la Veuve, d'après Alfred Stevens, destiné à être gravé.
- Les portraits des académiciens défunts : MM. Laurent-Guillaume de Koninck, Scheler, Mgr Aloïs van Weddingen et Jean Rousseau, pour l'Annuaire de l'Académie (1890-1891) ;
- Le portrait gravé de la fille de l'auteur, d'après nature ;
- Portrait au fusain de Mgr Mercier, d'après nature ;
- La gravure du portrait précédent ;
- Dessin de la Madeleine, d'après Quentin Metsys, gravure non terminée.
- Le portrait de Charles Henri Geerts, statuaire ;
- Le portrait du professeur Uricoechea ;
- Le portrait d'Alphonse Le Roy ;
- Le portrait d'Alphonse Balat.

### Peintures
- Portrait de Mme Ernest Motte (1885) ;
- Portrait de la fille de l'auteur (1886) ;
- Portrait de Melle Jeanne (1886) ;
- Portrait de M. Van Doren (1891) ;
- Tête d'étude : Mélanie, commandée par le roi Léopold II (1890).

### Eaux fortes
- Marine, d'après Paul Clays et Soetkin, en collaboration avec Hippolyte Boulenger, destinées à illustrer La Légende d'Ulenspiegel (1868) ;
- Aglaé, d'après Alexandre Cabanel, pour un catalogue de vente ;

### Œuvres Diverses
- Quarante et quelques grands portraits au fusain, d'après nature.
- Deux dessins non gravés : La Vierge au Voile, d'après Raphaël
- L'Intrigue, d'après Portaels.
- Série d'aquarelles réalisés en Italie vers 1856 ;

## Honneurs

### Distinctions
- Chevalier de l'ordre de Léopold (18 novembre 1875)[11].
- Officier de l'ordre de Léopold (31 octobre 1885).
- Chevalier de la Légion d'honneur (août 1889).
- Chevalier de l'ordre de François-Joseph (mars 1884).

### Toponymie
- Une rue Gustave Biot est nommée d'après l'artiste à Ixelles.